# 스킵 호미어

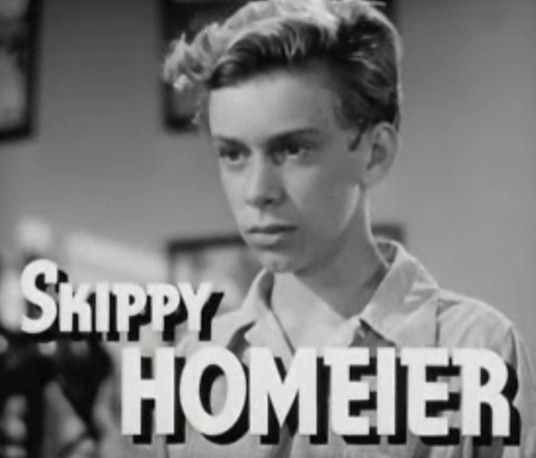

스킵 호미어(Skip Homeier, 1930년 10월 5일 ~ 2017년 6월 25일)는 미국의 배우, 텔레비전 배우, 연극 배우이다.
시카고에서 태어났으며 인디언웰스에서 사망하였다.

## 영화
- 꿈꾸는 낙원 (1978년)
- 형사 Q (1976년)
- 명탐정 바나비 존즈 (1973년)
- 해저 여행 (1964년)
- 전투 (1962년)
- 코만치 스테이션 (1960년)
- 페리 메이슨 (1957년)
- 톨 T (1957년)
- 천국과 지옥 (1956년)
- 디즈니랜드 (1954년) - 캡틴 맥퍼슨 역
- 클라이막스! (1954년)
- 세일러 비워 (1952년) - 맥 역
- 해스 애니바디 신 마이 겔 (1952년)
- 총검장착 (1951년)
- 건파이터 (1950년)
- 몬테즈마의 영웅들 (1950년)
- 스튜디오 원 (1948년)